# Princípio do juiz natural
O princípio do juiz natural estabelece que deve haver regras objetivas de competência jurisdicional, garantindo a independência e a imparcialidade do órgão julgador.
No Brasil, todas as Constituições, exceto a de 1937, contemplaram o princípio do juiz natural. José Celso de Mello Filho afirma que o princípio do juiz natural se estende a outros órgãos, desde que haja expressa previsão constitucional, como, por exemplo, o Senado Federal, nos casos de impedimento de agentes do Poder Executivo.

## Diferenças
Tal princípio está intimamente ligado à vedação dos tribunais de exceção, visto que nestes não há prévia competência constitucional. O princípio, ao contrário, não está em contraste com a Justiça Especial.

## Enfoques do princípio
A doutrina costuma estudar o princípio do juiz natural sob dois enfoques: objetivo e subjetivo. Sob a perspectiva objetiva, o princípio relaciona-se com duas garantias constitucionais:
- a prévia existência do órgão ao fato, o que veda o tribunal de exceção - art. 5º, XXXVII da Constituição da República.
- respeito às regras objetivas de determinação de competência - art. 5º, LIII da Constituição da República.

Já o aspecto subjetivo consiste na imparcialidade do julgador. Segundo Elpídio Donizetti, "todos os agentes que integram o órgão jurisdicional e exercem munus público (juiz, escrivão, promotor de justiça, defensor público e perito, dentre outros) deverão agir com vistas à justa composição do litígio e não voltados a interesses ou vantagens particulares. A exceção fica por conta dos advogados, sujeitos parciais por excelência".
O doutrinador Pedro Lenza adverte que a prerrogativa de foro (chamada de foro privilegiado na imprensa) concedida a certas autoridades públicas não ofende o princípio do juiz natural (exemplos: arts. 100, I e II do CPC e 52, I da Constituição da República).